# Giro d'Itàlia de 2017
El Giro d'Itàlia de 2017 va ser l'edició número 100 del Giro d'Itàlia i es disputà entre el 5 i el 28 de maig de 2017, amb un recorregut de 3 614,1 km distribuïts en 21 etapes, dues d'elles com a contrarellotge individual. Aquesta era 21a prova de l'UCI World Tour 2017. La sortida es feia a l'Alguer i finalitzà a Milà.

## Recorregut
El 14 de setembre de 2016 es va fer públic la vila que acolliria la sortida del Giro 2016. Es confirmà que la sortida seria a l'Alguer, Sardenya. Aquesta serà la quarta vegada que el Giro visiti Sardenya, després que ja ho fes en les edicions de 1961, 1991 i 2007. A Sardenya es disputarien les tres primeres etapes, totes elles en línia. El 25 d'octubre de 2016 va ser fet públic la resta del recorregut.

### Primera setmana
Les tres primeres etapes es disputen a Sardenya, recorrent la part nord i est de l'illa. La primera i tercera etapes són bàsicament planes, mentre segona presenta un recorregut més accidentat. Després d'un dia de descans, el recorregut continuarà a l'illa de Sicília, on es disputaran les següents dues etapes. A Sicília hi haurà la primera etapa d'alta muntanya, amb l'ascensió a l'Etna en la quarta etapa. Posteriorment el recorregut es traslladarà a la península itàlica, on iniciarà un recorregut en direcció nord. Tres etapes bàsicament planes, però amb un final mogut, donaran pas a la segona arribada en alt, al Blockhaus, un port de 13,6 km de llarg al 8,4%. L'endemà tindrà lloc el segon dia de descans.

### Segona setmana
La segona setmana comença amb una contrarellotge individual plana de 39,8 km. L'endemà una dura etapa de mitja muntanya pels Apenins, amb quatre ports de muntanya, i final a Bagno di Romagna, precedeix dues etapes planes per la plana del Po. La tercera arribada en alt tindrà lloc al santuari d'Oropa, 11,8 km al 6,2%. Una etapa amb final mogut fins a Bergamo donarà pas al tercer i darrer dia de descans.

### Darrera setmana
La tercera setmana de cursa és de gran duresa, amb quatre etapes de alta muntanya. En la primera d'aquestes etapes de muntanya, amb final a Bormio, s'ascendeix el Mortirolo i es fa una doble ascensió al Stelvio, una pel vessant de Bormio i una altra pel vessat inèdit de Suïssa. Una etapa de transició donarà pas a la tradicional etapa pels Dolomites, amb cinc ascensions i gairebé 4.000 metres de desnivell en tan sols 137 km. Dues etapes més de muntanya, amb final a Piancavallo i a Asiago, previ pas pel mont Grappa són el preludi de l'etapa final, una contrarellotge individual entre el Circuit de Monza i Milà.

## Equips participants
Els 18 equips UCI World Tour són automàticament convidats i obligats a prendre part de la cursa. A banda l'organitzador RCS Sport convidà a quatre equips continentals professionals, per acabar formant un gran grup amb 22 equips i 197 ciclistes, ja que l'Astana Qazaqstan Team va decidir iniciar la cursa amb tan sols 8 corredors com a homenatge a Michele Scarponi, mort la setmana anterior en ser atropellat. Amb tot, el dia abans de l'inici del Giro es va fer públic que Stefano Pirazzi i Nicola Ruffoni, ambdós de l'equip Bardiani-CSF, havien donat positiu en un control antidopatge sorpresa al qual havien estat sotmesos. En no poder substituir-los l'equip inicià la cursa amb tan sols set ciclistes i el gran grup fou de 195 corredors.
| WorldTeams (18)- AG2R La Mondiale - Astana - Bahrain-Merida - BMC Racing Team - Bora-Hansgrohe - Cannondale-Drapac - Dimension Data - FDJ - Katusha-Alpecin - Lotto NL-Jumbo - Lotto-Soudal - Movistar Team - Orica-Scott - Quick-Step Floors - Sky - Team Sunweb - Trek-Segafredo - UAE Team Emirates Equips continentals professionals (4)- Bardiani CSF - CCC Sprandi Polkowice - Gazprom-RusVelo - Wilier Triestina-Selle Italia |
| |

## Etapes
| Etapa     | Data       | Ciutats d'etapa                            | type                      | Distància (km) | Vencedor de l'etapa     | Líder de la general     |
| --------- | ---------- | ------------------------------------------ | ------------------------- | -------------- | ----------------------- | ----------------------- |
| 1a etapa  | 5 de maig  | l'Alguer – Òlbia                           | etapa accidentada         | 206            | Lukas Pöstlberger       | Lukas Pöstlberger       |
| 2a etapa  | 6 de maig  | Òlbia – Tortolì                            | etapa accidentada         | 221            | André Greipel           | André Greipel           |
| 3a etapa  | 7 de maig  | Tortolì – Càller                           | etapa plana               | 148            | Fernando Gaviria Rendón | Fernando Gaviria Rendón |
|           | 8 maig     | Dia de descans                             | Dia de descans            |                |                         |                         |
| 4a etapa  | 9 de maig  | Cefalù – Etna (Refugi Sapienza)            | etapa de muntanya         | 181            | Jan Polanc              | Bob Jungels             |
| 5a etapa  | 10 de maig | Pedara – Messina                           | etapa plana               | 159            | Fernando Gaviria Rendón | Bob Jungels             |
| 6a etapa  | 11 de maig | Reggio de Calàbria – Terme Luigiane        | etapa accidentada         | 217            | Silvan Dillier          | Bob Jungels             |
| 7a etapa  | 12 de maig | Castrovillari – Alberobello                | etapa plana               | 224            | Caleb Ewan              | Bob Jungels             |
| 8a etapa  | 13 de maig | Molfetta – Peschici                        | etapa de mitja muntanya   | 189            | Gorka Izagirre Insausti | Bob Jungels             |
| 9a etapa  | 14 de maig | Montenero di Bisaccia – Blockhaus          | etapa de muntanya         | 149            | Nairo Quintana Rojas    | Nairo Quintana Rojas    |
|           | 15 maig    | Dia de descans                             | Dia de descans            |                |                         |                         |
| 10a etapa | 16 de maig | Foligno – Montefalco                       | contrarellotge individual | 39,8           | Tom Dumoulin            | Tom Dumoulin            |
| 11a etapa | 17 de maig | Florència (Ponte a Ema) – Bagno di Romagna | etapa de mitja muntanya   | 161            | Omar Fraile Matarranz   | Tom Dumoulin            |
| 12a etapa | 18 de maig | Forlì – Reggio de l’Emília                 | etapa plana               | 229            | Fernando Gaviria Rendón | Tom Dumoulin            |
| 13a etapa | 19 de maig | Reggio de l’Emília – Tortona               | etapa plana               | 167            | Fernando Gaviria Rendón | Tom Dumoulin            |
| 14a etapa | 20 de maig | Castellania – Oropa                        | etapa de muntanya         | 131            | Tom Dumoulin            | Tom Dumoulin            |
| 15a etapa | 21 de maig | Valdengo – Bèrgam                          | etapa de mitja muntanya   | 199            | Bob Jungels             | Tom Dumoulin            |
|           | 22 maig    | Dia de descans                             | Dia de descans            |                |                         |                         |
| 16a etapa | 23 de maig | Rovetta – Bormio                           | etapa de muntanya         | 222            | Vincenzo Nibali         | Tom Dumoulin            |
| 17a etapa | 24 de maig | Tirano – Canazei                           | etapa de mitja muntanya   | 219            | Pierre Rolland          | Tom Dumoulin            |
| 18a etapa | 25 de maig | Moena – Ortisei/St. Ulrich                 | etapa de muntanya         | 137            | Tejay van Garderen      | Tom Dumoulin            |
| 19a etapa | 26 de maig | San Candido/Innichen – Piancavallo         | etapa de muntanya         | 191            | Mikel Landa Meana       | Nairo Quintana Rojas    |
| 20a etapa | 27 de maig | Pordenone – Asiago                         | etapa de muntanya         | 190            | Thibaut Pinot           | Nairo Quintana Rojas    |
| 21a etapa | 28 de maig | Monza (Circuit de Monza) – Milà            | contrarellotge individual | 29,3           | Jos van Emden           | Tom Dumoulin            |

## Classificacions finals

### Classificació general
| \| Classificació general \| Classificació general \| Classificació general \| Classificació general \| Classificació general \| \| Corredor \| Corredor \| Equip \| Temps \| \| \| --------------------- \| ------------------------- \| --------------------- \| --------------------- \| --------------------- \| \| 1r \| Tom Dumoulin \| Team Sunweb \| 90h 34' 54" \| \| \| 2n \| Nairo Quintana Rojas \| Movistar Team \| + 31" \| \| \| 3r \| Vincenzo Nibali \| Bahrain-Merida \| + 40" \| \| \| 4t \| Thibaut Pinot \| FDJ \| + 1' 17" \| \| \| 5è \| Ilnur Zakarin \| Katusha-Alpecin \| + 1' 56" \| \| \| 6è \| Domenico Pozzovivo \| AG2R La Mondiale \| + 3' 11" \| \| \| 7è \| Bauke Mollema \| Trek-Segafredo \| + 3' 41" \| \| \| 8è \| Bob Jungels \| Quick-Step Floors \| + 7' 04" \| \| \| 9è \| Adam Yates \| Orica-Scott \| + 8' 10" \| \| \| 10è \| Davide Formolo \| Cannondale-Drapac \| + 15' 17" \| \| \| 11è \| Jan Polanc \| UAE Team Emirates \| + 18' 06" \| \| \| 12è \| Jan Hirt \| CCC Sprandi Polkowice \| + 20' 49" \| \| \| 13è \| Maxime Monfort \| Lotto-Soudal \| + 21' 59" \| \| \| 14è \| Dario Cataldo \| Astana \| + 24' 40" \| \| \| 15è \| Sébastien Reichenbach \| FDJ \| + 28' 11" \| \| \| 16è \| Patrick Konrad \| Bora-Hansgrohe \| + 35' 50" \| \| \| 17è \| Mikel Landa Meana \| Team Sky \| + 37' 09" \| \| \| 18è \| Andrey Amador Bikkazakova \| Movistar Team \| + 37' 49" \| \| \| 19è \| Hubert Dupont \| AG2R La Mondiale \| + 38' 45" \| \| \| 20è \| Tejay van Garderen \| BMC Racing Team \| + 57' 13" \| \| |                           |                       |             |
| |                           |                       |             |
| Font: ProCyclingStats |                           |                       |             |
| Classificació general |                           |                       |             |
| Corredor | Corredor                  | Equip                 | Temps       |
| 1r | Tom Dumoulin              | Team Sunweb           | 90h 34' 54" |
| 2n | Nairo Quintana Rojas      | Movistar Team         | + 31"       |
| 3r | Vincenzo Nibali           | Bahrain-Merida        | + 40"       |
| 4t | Thibaut Pinot             | FDJ                   | + 1' 17"    |
| 5è | Ilnur Zakarin             | Katusha-Alpecin       | + 1' 56"    |
| 6è | Domenico Pozzovivo        | AG2R La Mondiale      | + 3' 11"    |
| 7è | Bauke Mollema             | Trek-Segafredo        | + 3' 41"    |
| 8è | Bob Jungels               | Quick-Step Floors     | + 7' 04"    |
| 9è | Adam Yates                | Orica-Scott           | + 8' 10"    |
| 10è | Davide Formolo            | Cannondale-Drapac     | + 15' 17"   |
| 11è | Jan Polanc                | UAE Team Emirates     | + 18' 06"   |
| 12è | Jan Hirt                  | CCC Sprandi Polkowice | + 20' 49"   |
| 13è | Maxime Monfort            | Lotto-Soudal          | + 21' 59"   |
| 14è | Dario Cataldo             | Astana                | + 24' 40"   |
| 15è | Sébastien Reichenbach     | FDJ                   | + 28' 11"   |
| 16è | Patrick Konrad            | Bora-Hansgrohe        | + 35' 50"   |
| 17è | Mikel Landa Meana         | Team Sky              | + 37' 09"   |
| 18è | Andrey Amador Bikkazakova | Movistar Team         | + 37' 49"   |
| 19è | Hubert Dupont             | AG2R La Mondiale      | + 38' 45"   |
| 20è | Tejay van Garderen        | BMC Racing Team       | + 57' 13"   |

### Classificacions secundàries
|    | Ciclista                   | Equipo                        | Punts |
| -- | -------------------------- | ----------------------------- | ----- |
| 1  | Fernando Gaviria (COL)     | Quick-Step Floors             | 325   |
| 2  | Jasper Stuyven (BEL)       | Trek-Segafredo                | 192   |
| 3  | Sam Bennett (IRL)          | Bora-Hansgrohe                | 117   |
| 4  | Daniel Teklehaimanot (ERI) | Dimension Data                | 100   |
| 5  | Lukas Pöstlberger (AUT)    | Bora-Hansgrohe                | 98    |
| 6  | Tom Dumoulin (NED)         | Team Sunweb                   | 80    |
| 7  | Pavel Brutt (RUS)          | Gazprom-RusVelo               | 76    |
| 8  | Kristian Sbaragli (ITA)    | Dimension Data                | 76    |
| 9  | Eugert Zhupa (ALB)         | Wilier Triestina-Selle Italia | 70    |
| 10 | Roberto Ferrari (ITA)      | UAE Team Emirates             | 70    |

|    | Ciclista                 | Equipo                             | Punts |
| -- | ------------------------ | ---------------------------------- | ----- |
| 1  | Mikel Landa (ESP)        | Team Sky                           | 224   |
| 2  | Luis León Sánchez (ESP)  | Astana Qazaqstan Team              | 118   |
| 3  | Omar Fraile (ESP)        | Dimension Data                     | 104   |
| 4  | Nairo Quintana (COL)     | Movistar Team                      | 70    |
| 5  | Pierre Rolland (FRA)     | Cannondale-Drapac Pro Cycling Team | 70    |
| 6  | Ilnur Zakarin (RUS)      | Katusha Alpecin                    | 66    |
| 7  | Igor Antón (ESP)         | Dimension Data                     | 56    |
| 8  | Tom Dumoulin (NED)       | Team Sunweb                        | 55    |
| 9  | Domenico Pozzovivo (ITA) | AG2R La Mondiale                   | 54    |
| 10 | Thibaut Pinot (FRA)      | FDJ                                | 53    |

|    | Ciclista                  | Equipo                             | Punts        |
| -- | ------------------------- | ---------------------------------- | ------------ |
| 1  | Bob Jungels (LUX)         | Quick-Step Floors                  | 90h 41' 58"  |
| 2  | Adam Yates (GBR)          | Orica-Scott                        | + 1' 06"     |
| 3  | Davide Formolo (ITA)      | Cannondale-Drapac Pro Cycling Team | + 8' 13"     |
| 4  | Jan Polanc (SLO)          | UAE Team Emirates                  | + 11' 02"    |
| 5  | Laurens De Plus (BEL)     | Quick-Step Floors                  | + 1h 12' 56" |
| 6  | Simone Petilli (ITA)      | UAE Team Emirates                  | + 1h 22' 30" |
| 7  | Sebastián Henao (COL)     | Team Sky                           | + 1h 37' 00" |
| 8  | François Bidard (FRA)     | AG2R La Mondiale                   | + 2h 01' 59" |
| 9  | Alexander Foliforov (RUS) | Gazprom-RusVelo                    | + 2h 02' 26" |
| 10 | Gregor Mühlberger (AUT)   | Bora-Hansgrohe                     | + 2h 05' 30" |

|    | Equip                              | Temps        |
| -- | ---------------------------------- | ------------ |
| 1  | Movistar Team                      | 270h 36' 48" |
| 2  | AG2R La Mondiale                   | + 59' 46"    |
| 3  | FDJ                                | + 1h 19' 56" |
| 4  | Bahrain-Merida                     | + 1h 24' 52" |
| 5  | Cannondale-Drapac Pro Cycling Team | + 1h 27' 19" |
| 6  | UAE Team Emirates                  | + 1h 59' 31" |
| 7  | Team Sky                           | + 1h 59' 41" |
| 8  | Astana Qazaqstan Team              | + 2h 09' 05" |
| 9  | Trek-Segafredo                     | + 2h 23' 12" |
| 10 | Team Sunweb                        | + 2h 41' 45" |

#### Classificació per equips per punts
|    | Equip             | Punts |
| -- | ----------------- | ----- |
| 1  | Quick-Step Floors | 516   |
| 2  | UAE Team Emirates | 355   |
| 3  | Team Sky          | 323   |
| 4  | Bora-Hansgrohe    | 308   |
| 5  | Movistar Team     | 297   |
| 6  | Dimension Data    | 289   |
| 7  | Team Sunweb       | 286   |
| 8  | Trek-Segafredo    | 277   |
| 9  | FDJ               | 240   |
| 10 | Bahrain-Merida    | 239   |

## Evolució de les classificacions
Al Giro d'Itàlia de 2017 s'entreguen quatre mallot distintius diferents. Per a la classificació general, fruit de sumar els temps a la fi de cada etapa de cada ciclista, i en què s'entreguen bonificacions de temps (10, 6 i 4 segons, respectivament) per als tres primers classificats en cada etapa, el líder rebrà un mallot de color rosa. Aquesta classificació és considerada la més important del Giro d'Itàlia, i el guanyador serà considerat el guanyador del Giro.
| Posició                     | 1  | 2  | 3  | 4  | 5  | 6  | 7  | 8 | 9 | 10 | 11 | 12 | 13 | 14 | 15 |
| --------------------------- | -- | -- | -- | -- | -- | -- | -- | - | - | -- | -- | -- | -- | -- | -- |
| Etapes 1–3, 5–7, 12–13      | 50 | 35 | 25 | 18 | 14 | 12 | 10 | 8 | 7 | 6  | 5  | 4  | 3  | 2  | 1  |
| Etapes 8, 14–15, 17         | 25 | 18 | 12 | 8  | 6  | 5  | 4  | 3 | 2 | 1  | 0  | 0  | 0  | 0  | 0  |
| Altres etapes (excepte CRI) | 15 | 12 | 9  | 7  | 6  | 5  | 4  | 3 | 2 | 1  | 0  | 0  | 0  | 0  | 0  |

A més, hi haurà una classificació per punts, que atorgarà un mallot vermell. En la classificació per punts els 15 primers ciclistes de cada etapa rebran punts. Les etapes planes atorguen més punts que les de muntanya, amb la qual cosa aquesta classificació tendeix a afavorir els velocistes. A més els esprints intermedis també atorguen punts.
| Posició                   | 1  | 2  | 3  | 4  | 5  | 6 | 7 | 8 | 9 |
| ------------------------- | -- | -- | -- | -- | -- | - | - | - | - |
| Punts per la Cima Coppi   | 45 | 30 | 20 | 14 | 10 | 6 | 4 | 2 | 1 |
| Punts per 1a categoria    | 35 | 18 | 12 | 9  | 6  | 4 | 2 | 1 | 0 |
| Punts per 2a categoria    | 15 | 8  | 6  | 4  | 2  | 1 | 0 | 0 | 0 |
| Punts per 3a categoria    | 7  | 4  | 2  | 1  | 0  | 0 | 0 | 0 | 0 |
| Punts per 4a categoria    | 3  | 2  | 1  | 0  | 0  | 0 | 0 | 0 | 0 |
| Punts addicionals per EFA | 15 | 10 | 6  | 4  | 2  | 0 | 0 | 0 | 0 |

També hi haurà una classificació de la muntanya, el líder de la qual és identificat amb un mallot blau. En aquesta classificació els punts són atorgats en passar pel cim dels diferents colls de muntanya puntuables. Les ascensions són puntuades de primera, segona, tercera o quarta categoria, donant-se més punts a les ascensions de major categoria. La Cima Coppi, coll més alt pel qual es passa, atorgarà més punts que les de primera categoria. En aquesta edició aquesta condició recau en el Stelvio, a 2.757 m.
El quart mallot, de color blanc, identifica al ciclista més jove. Aquesta classificació s'estableix com la classificació general, però sols els ciclistes nascuts a partir de l'1 de gener de 1992 hi prenen part.
També hi ha dues classificacions per als equips. A la classificació del Trofeu Fast Team se sumaran els temps dels tres millors ciclistes per equip en cada etapa i el millor equip serà el que faci un menor temps; el Trofeu Super Team és una classificació per equips per punts, en què s'atorguen punts als 20 primers ciclistes de cada etapa (de 20 fins a 1 punt) i aquests són sumats a cada equip.
La següent taula es corresponen amb els mallots atorgats després que de cada etapa.
| Etapa | Vencedor           | Classificació general | Classificació per punts | Classificació de la muntanya | Classificació dels joves | Trofeu Fast Team                   | Trofeu Super Team |
| ----- | ------------------ | --------------------- | ----------------------- | ---------------------------- | ------------------------ | ---------------------------------- | ----------------- |
| 1     | Lukas Pöstlberger  | Lukas Pöstlberger     | Lukas Pöstlberger       | Cesare Benedetti             | Lukas Pöstlberger        | Bora-Hansgrohe                     | Bora-Hansgrohe    |
| 2     | André Greipel      | André Greipel         | André Greipel           | Daniel Teklehaimanot         | Lukas Pöstlberger        | Orica-Scott                        | Lotto Soudal      |
| 3     | Fernando Gaviria   | Fernando Gaviria      | André Greipel           | Daniel Teklehaimanot         | Fernando Gaviria         | Quick-Step Floors                  | Dimension Data    |
| 4     | Jan Polanc         | Bob Jungels           | André Greipel           | Jan Polanc                   | Bob Jungels              | Cannondale-Drapac Pro Cycling Team | UAE Team Emirates |
| 5     | Fernando Gaviria   | Bob Jungels           | Fernando Gaviria        | Jan Polanc                   | Bob Jungels              | Cannondale-Drapac Pro Cycling Team | Quick-Step Floors |
| 6     | Silvan Dillier     | Bob Jungels           | Fernando Gaviria        | Jan Polanc                   | Bob Jungels              | Cannondale-Drapac Pro Cycling Team | Quick-Step Floors |
| 7     | Caleb Ewan         | Bob Jungels           | Fernando Gaviria        | Jan Polanc                   | Bob Jungels              | UAE Team Emirates                  | Quick-Step Floors |
| 8     | Gorka Izagirre     | Bob Jungels           | Fernando Gaviria        | Jan Polanc                   | Bob Jungels              | UAE Team Emirates                  | Quick-Step Floors |
| 9     | Nairo Quintana     | Nairo Quintana        | Fernando Gaviria        | Jan Polanc                   | Davide Formolo           | Movistar Team                      | Quick-Step Floors |
| 10    | Tom Dumoulin       | Tom Dumoulin          | Fernando Gaviria        | Jan Polanc                   | Bob Jungels              | Movistar Team                      | Quick-Step Floors |
| 11    | Omar Fraile        | Tom Dumoulin          | Fernando Gaviria        | Jan Polanc                   | Bob Jungels              | Movistar Team                      | Quick-Step Floors |
| 12    | Fernando Gaviria   | Tom Dumoulin          | Fernando Gaviria        | Omar Fraile                  | Bob Jungels              | Movistar Team                      | Quick-Step Floors |
| 13    | Fernando Gaviria   | Tom Dumoulin          | Fernando Gaviria        | Omar Fraile                  | Bob Jungels              | Movistar Team                      | Quick-Step Floors |
| 14    | Tom Dumoulin       | Tom Dumoulin          | Fernando Gaviria        | Tom Dumoulin                 | Bob Jungels              | Movistar Team                      | Quick-Step Floors |
| 15    | Bob Jungels        | Tom Dumoulin          | Fernando Gaviria        | Tom Dumoulin                 | Bob Jungels              | Movistar Team                      | Quick-Step Floors |
| 16    | Vincenzo Nibali    | Tom Dumoulin          | Fernando Gaviria        | Mikel Landa                  | Bob Jungels              | Movistar Team                      | Quick-Step Floors |
| 17    | Pierre Rolland     | Tom Dumoulin          | Fernando Gaviria        | Mikel Landa                  | Bob Jungels              | Movistar Team                      | Quick-Step Floors |
| 18    | Tejay van Garderen | Tom Dumoulin          | Fernando Gaviria        | Mikel Landa                  | Adam Yates               | Movistar Team                      | Quick-Step Floors |
| 19    | Mikel Landa        | Nairo Quintana        | Fernando Gaviria        | Mikel Landa                  | Adam Yates               | Movistar Team                      | Quick-Step Floors |
| 20    | Thibaut Pinot      | Nairo Quintana        | Fernando Gaviria        | Mikel Landa                  | Adam Yates               | Movistar Team                      | Quick-Step Floors |
| 21    | Jos van Emden      | Tom Dumoulin          | Fernando Gaviria        | Mikel Landa                  | Bob Jungels              | Movistar Team                      | Quick-Step Floors |
| Final | Final              | Tom Dumoulin          | Fernando Gaviria        | Mikel Landa                  | Bob Jungels              | Movistar Team                      | Quick-Step Floors |